# Vaud
| Kanton Vaud Canton de Vaud |               |
| \| Grb kantona \|          |               |
| Položaj u Švicarskoj       |               |
|                            |               |
| Podaci                     |               |
| Glavni grad                | Lausanne      |
| Pristupanje konfederaciji  | 1803..        |
| Skraćenica                 | VD            |
| Stanovništvo               | 688.245 stan. |
| Popis                      | 2008.         |
| Površina                   | 3.212 km²     |
| Gustoća                    | 209 stan./km² |
| Br. općina                 | 376           |
| Jezici                     | francuski     |
| Zemljovid kantona          |               |
|                            |               |
| Grb kantona                |               |

Kanton Vaud (kratica VD, fr. Le Canton du Vaud, njem. Kanton Waadt) je kanton na jugozapadu Švicarske. Glavni grad je Lausanne. 

## Prirodne odlike
Kanton Vaud se prostire između Ženeve i francuske granice na zapadu, do kantona Bern i Fribourg na istoku. Na jugu je Ženevsko jezero s relativno uskim primorjem, a na sjeveru Neuchâtelsko jezero. Između ova dva jezera nalazi dio Švicarske visoravni, koji je "žila-kucavica" kantona. To je gusto naseljen i razvijen dio županije, a tu je i glavni grad, Lausanne. Krajnje istočni dio okrug je izrazito planinski - Bernske alpe. Najviši vrh, koji se nalazi ovdje, je na 3.210 metara. Na krajnjem zapadu pružaju se planine Jure. Površina kantona je 3.212 km2.

## Stanovništvo i naselja
Kanton Vaud je imao 688.245 stanovnika 2008. g.
U kantonu se govori francuski jezik. Stanovništvo kantona je stoljećima bilo tradicionalno protestantsko (Kalvinističko), ali brojno doseljavanje je promijenilo sliku, pa danas protestanti čine 40%, a rimokatolici 34%  stanovništva. Stranci čine 29 %  stanovništva. Natalitet je jako nizak .
Najveći gradovi su:
- Lausanne,122.000 st. - Glavni grad kantona
- Yverdon-les-Bains,26.000 st.
- Montreux,24.000 st.
- Nyon,18.000 st.

## Gospodarstvo
Glavne gospodarske grane su: financije, telekomunikacije i turizam. Poljoprivreda prima visoke subvencije (proizvodnja vina, duhana, šećera).
Poznati švicarski i svjetski prehrambeni brand "Nestle" ima sjedište u gradu Vevej u kantonu Vaud.

## Vanjske poveznice
- službene stranice kantona (fr.)